# 泰普
泰普（葡萄牙語：Taipu）是巴西北大河州的一个市镇。总面积352.818平方公里，总人口12330人，人口密度34.9人/平方公里。